# Ephyrodes omicron
Ephyrodes omicron är en fjärilsart som beskrevs av Achille Guenée 1862. Ephyrodes omicron ingår i släktet Ephyrodes och familjen nattflyn. Inga underarter finns listade i Catalogue of Life.